# (13207) Tamagawa
(13207) Tamagawa ist ein Asteroid des Hauptgürtels, der am 10. April 1997 vom japanischen Astronomen Akimasa Nakamura (* 1961) am Kuma-Kōgen-Observatorium (IAU-Code 360) in der Präfektur Ehime entdeckt wurde.
Der Asteroid wurde am 23. Mai 2000 nach der japanischen Stadt Tamagawa (Ehime) benannt, deren Schüler an der Tamagawa Junior High School an einem Projekt namens NEARlink beteiligt waren. Mit diesem Projekt wurden Start und Betrieb der Raumsonde NEAR simuliert.